# Membrana de intercambio aniónico
Una membrana de intercambio aniónico (MIA) es una membrana semipermeable fabricada generalmente con ionómeros y diseñada para conducir aniones pero rechazar gases como el oxígeno o el hidrógeno.

## Aplicaciones
Las membranas de intercambio aniónico se utilizan en pilas electrolíticas y pilas de combustible para separar los reactivos presentes alrededor de los dos electrodos y transportar al mismo tiempo los aniones esenciales para el funcionamiento de la pila. Un ejemplo importante es la membrana de intercambio aniónico de hidróxido utilizada para separar los electrodos de una pila de combustible de metanol directa (DMFC, por sus siglas en inglés) o una pila de combustible de etanol directa (DEFC, por sus siglas en inglés).
Se han usado materiales de intercambio aniónico (membrana electrolítica y aglutinante de electrodos) basados en poli(fluorenil-co-aril piperidinio) (PFAP) con una elevada conductividad iónica y durabilidad en condiciones alcalinas para extraer hidrógeno del agua. El rendimiento fue de 7,68 A/cm2, unas 6 veces el de los materiales existentes. Su rendimiento es aproximadamente 1,2 veces superior al de la tecnología comercial de membranas de intercambio de protones (6 A/cm2), y no requiere el uso de costosos elementos de tierras raras. El sistema funciona aumentando la superficie específica